# Actinote rifa
Actinote rifa är en fjärilsart som beskrevs av Jordan 1910. Actinote rifa ingår i släktet Actinote och familjen praktfjärilar. Inga underarter finns listade i Catalogue of Life.